# Блейн Вілленборг
Блейн Вілленборг (англ. Blaine Willenborg; нар. 4 січня 1960) — колишній американський тенісист.
Найвищу одиночну позицію світового рейтингу — 50 місце досяг 10 вересня 1984, парну — 13 місце — 18 квітня 1988 року.
Здобув 7 парних титулів.
Найвищим досягненням на турнірах Великого шолома були чвертьфінали в парному розряді.

## Фінали за кар'єру

### Парний розряд (7–9)
| Результат | Ранг | Дата | Турнір               | Покриття | Партнер           | Суперники                           | Рахунок       |
| --------- | ---- | ---- | -------------------- | -------- | ----------------- | ----------------------------------- | ------------- |
| Поразка   | 1.   | 1982 | Саут-Орандж, США     | Ґрунт    | Джей Ділуї        | Рауль Рамірес Вен Вінітскі          | 6–3, 4–6, 1–6 |
| Поразка   | 2.   | 1982 | Індіанаполіс, США    | Ґрунт    | Роббі Вентер      | Шервуд Стюарт Ферді Тейган          | 4–6, 5–7      |
| Перемога  | 1.   | 1983 | Женева, Швейцарія    | Ґрунт    | Станіслав Бірнер  | Йоакім Нюстром Матс Віландер        | 6–1, 2–6, 6–3 |
| Поразка   | 3.   | 1984 | Washington Open, США | Ґрунт    | Дрю Джітлін       | Павел Сложил Ферді Тейган           | 6–7, 1–6      |
| Поразка   | 4.   | 1984 | Норт-Конвей, США     | Ґрунт    | Кассіу Мотта      | Браян Готтфрід Томаш Шмід           | 4–6, 2–6      |
| Перемога  | 2.   | 1984 | Палермо, Італія      | Ґрунт    | Томаш Шмід        | Клаудіо Панатта Генрік Сундстрем    | 6–7, 6–3, 6–0 |
| Перемога  | 3.   | 1984 | Бордо, Франція       | Ґрунт    | Павел Сложил      | Луї Курто Гі Форже                  | 6–1, 6–4      |
| Поразка   | 5.   | 1985 | Бордо, Франція       | Ґрунт    | Лібор Пімек       | Девід Фелгейт Стів Шоу              | 4–6, 7–5, 4–6 |
| Поразка   | 6.   | 1986 | Болонья, Італія      | Ґрунт    | Клаудіо Панатта   | Паоло Кане Сімоне Коломбо           | 1–6, 2–6      |
| Перемога  | 4.   | 1986 | Афіни, Греція        | Ґрунт    | Лібор Пімек       | Карлос Ді Лаура Клаудіо Панатта     | 5–7, 6–4, 6–2 |
| Перемога  | 5.   | 1987 | Мюнхен, Німеччина    | Ґрунт    | Джим П'ю          | Серхіо Касаль Еміліо Санчес Вікаріо | 7–6, 4–6, 6–4 |
| Поразка   | 7.   | 1987 | Болонья, Італія      | Ґрунт    | Клаудіо Панатта   | Серхіо Касаль Еміліо Санчес Вікаріо | 3–6, 2–6      |
| Перемога  | 6.   | 1987 | Індіанаполіс, США    | Ґрунт    | Лорі Вордер       | Йоакім Нюстром Матс Віландер        | 6–0, 6–3      |
| Поразка   | 8.   | 1987 | Washington Open, США | Тверде   | Лорі Вордер       | Гері Доннеллі Пітер Флемінг         | 2–6, 6–7      |
| Поразка   | 9.   | 1988 | Ліон, Франція        | Килим    | Мікаель Мортенсен | Бред Дрюетт Бродерік Дайк           | 6–3, 3–6, 4–6 |
| Перемога  | 7.   | 1989 | Флоренція, Італія    | Ґрунт    | Майк Де Палмер    | П'єтро Пеннізі Сімоне Рестеллі      | 4–6, 6–4, 6–4 |